# Smrk nachový
Smrk nachový (Picea purpurea) je druh jehličnatého stromu původem z Číny.

## Popis
Jedná se o strom, který dorůstá až 50 m výšky a průměru kmene až 1 m. Borka je tmavě šedavá, u starších exemplářů rozpraskaná do šupin. Větvičky mají žlutou až žlutohnědou barvu, později žlutošedé až šedé, hustě pýřité. Jehlice jsou na průřezu široce kosočtverečné, silně zploštělé, asi 0,7–1,2 cm dlouhé a asi 1,5-1,8 mm široké, na tupě zašpičatělé. Samičí šišky jsou černopurpurové až rezavě purpurové, válcovitě vejčité až oválné, asi 2,5–4, zřídka až 6 cm dlouhé a asi 1,7–3 cm široké. Šupiny samičích šišek jsou za zralosti kosočtverečně vejčité, asi 13–16 mm dlouhé a asi 13 mm široké, horní okraj zubkatý až zvlněný, protažený v trojúhelníkovitou špičku. Semena jsou včetně křídla asi 9 mm dlouhá, křídla mají purpurové tečky.

## Rozšíření
Smrk nachový je přirozeně rozšířen v Číně a to na jihu provincie Kan-su, v Čching-chaj a v severním S’-čchuanu. Je příbuzný druhu smrk liťiangský (Picea likiangensis), od kterého se liší více zploštělými jehlicemi a menšími šiškami. Někteří autoři ho považovali pouze za varietu smrku liťiangského, dnes je většinou považován za samostatný druh.

## Ekologie
Smrk nachový je důležitou součástí místních lesů, tvoří smrčiny, často smíšené s dalšími dřevinami. V provincii S’-čchuan jsou to např. Abies georgei, Abies forrestii, Abies fabri, Abies ernestii, Abies faxoniana, Abies squamata, Picea likiangensis, Picea asperata, Larix potaninii a některé listnaté příměsi.Také na porosty s dominancí smrku nachového působí přírodní procesy jako je vítr, místy je napadán poloparazitickou rostlinou Arceuthobium sichuanense, při větším napadaní dochází až k úhynu stromů, popř. v součinnosti s dalšími činiteli. Také je napadán různými druhy kůrovců, např. z rodu Dendroctonus nebo Ips.